# St. Johann Baptist und Georg

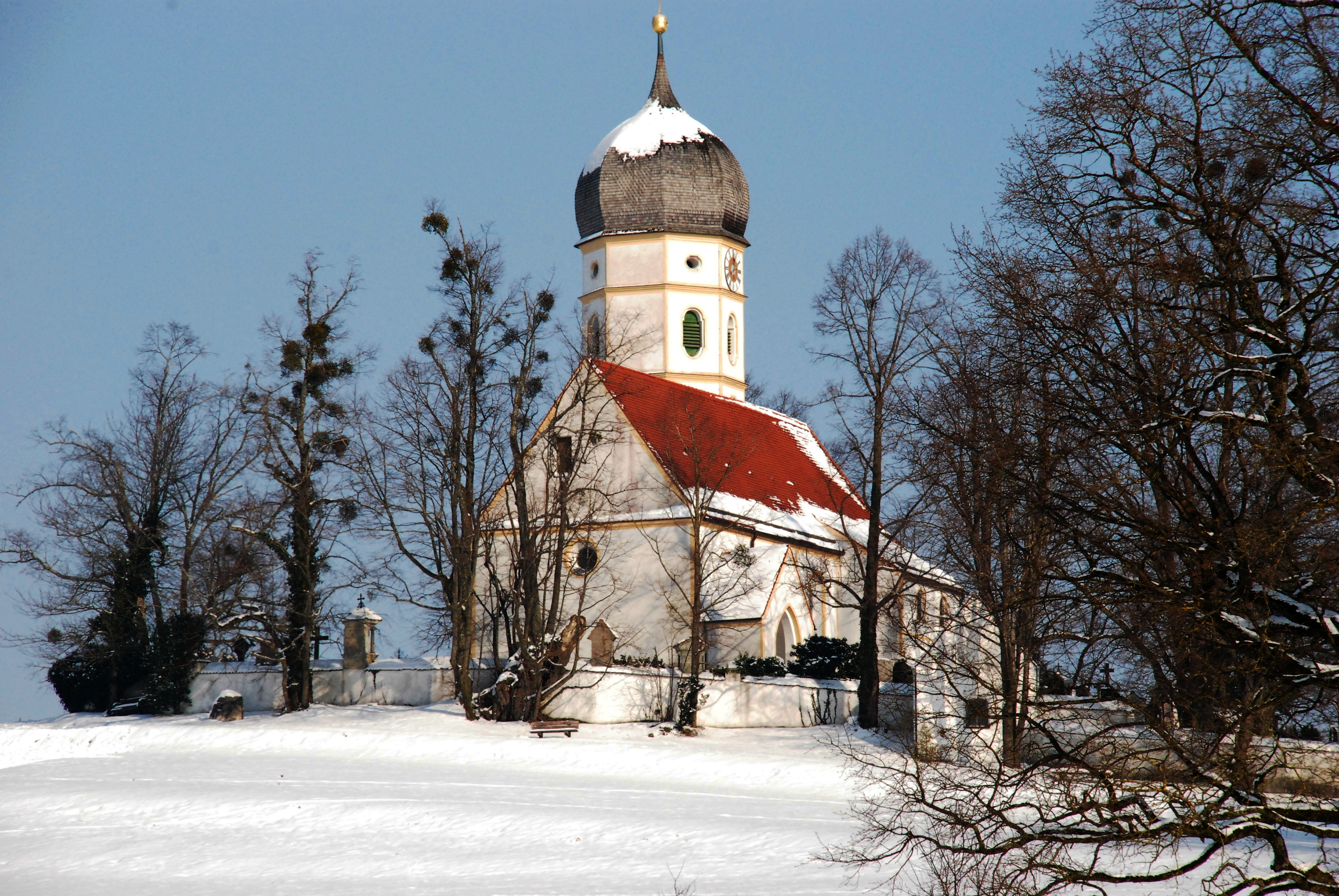
St. Johann Baptist und Georg

St. Johann Baptist und Georg ist eine katholische Kirche in Holzhausen am Starnberger See.

## Lage
Die Kirche liegt südlich von München in Oberbayern auf einer Anhöhe am Starnberger See.

## Geschichte
Die Holzhauser Kirchengeschichte geht bis in das Jahr 800 zurück. Der Holzhauser Kirchberg war vordem eine heidnische Kultstätte. Die erste Kirche in Holzhausen wurde am 14. März 818 eingeweiht. Der Chronist Meichelbeck berichtet in seiner Geschichte Freisings darüber: Zur Zeit des Bischofs Hitto (810–834) erbaute der Prieser Inusso, also ein Weltpriester, auf seinem Hofe zu „Holzhusir prope Wirmseo“ (Holzhausen am Würmsee oder heute Starnberger See) ein Gotteshaus, das dann vom Bischof geweiht wurde. Über das weitere Schicksal dieser ersten Holzhauser Kirche, die wie andere Kirchen zu der Zeit aus Holz gebaut war, ist nichts weiter bekannt. Sie wurde vermutlich von den Ungarn zerstört.
1314 wurde Holzhausen zum ersten Mal als „Schale“ = Filiale von Münsing erwähnt. Die Erwähnung setzt wiederum eine Kirche in Holzhausen voraus. Das bezeugt auch der zähe Streit, den Holzhausen bald nach seiner geschichtlichen bezeugten Einverleibung in die Pfarrei Münsing mit dem dortigen Pfarrer zu führen hatte, um sich einen Seelsorger zu sichern (um 1400/1419). 1355 wurde die Kirche in Holzhausen, nach einem Tauschhandel mit dem Freisinger Domkapitel, bis zur Säkularisation dem Augustinerchorherrenstift Beuerberg inkorporiert. Über das damalige Aussehen der Holzhauser Kirche gibt es keine Unterlagen. Auf einem Bruderschaftszettel von Holzhausen aus der allerersten Zeit ihres Bestehens sah man auf der Südseite der heutigen Kirche, etwa wo heute die Sakristei steht, eine Kapelle. In einer Kirchenrechnung aus dem Jahre 1743 steht: „dem Schneider Jörgl an seiner Schuld wegen 2 tätiger Arbeit mit seinem Weib bey Abtrafung des Totenkirchl und Eingrabung der Totenbainer 1fl. 20 kr.“ Daraus kann man schließen, dass beim Bau der neuen Kirche im Jahr 1470 vielleicht ein kleiner Rest der früheren Kirche stehengeblieben und als Totenkirchl weiterverwendet worden war. Dieses alte „Totenkirchl“ musste nun endgültig der ebenfalls 1743 gebauten Sakristei an der Südseite der Kirche weichen. Als Erinnerung daran war an der Südseite der Kirche ein großes Holzkreuz angebracht, das aber vor einigen Jahren, vermutlich bei der letzten Außenrenovierung, abgenommen wurde.
1470 wurde die heutige Kirche erbaut, jedoch ohne Vorhaus und Sakristei. Die Kirche ist, wie aus der Jahreszahl 1470 zu ersehen ist, im gotischen Stil erbaut. Dies kann man im Läutraum des Turmes an den Wänden, den typischen gotischen Fensterlein, erkennen. Über den Fenstern des Kirchenraumes kann man ebenfalls noch die gotischen Spitzbögen sehen.
1611 ist neben dem Erbauungsjahr das wichtigste Jahr für die Gestalt der heutigen Kirche. Diese Jahreszahl ist rechts oben am Chorbogen zu sehen. Die Kirche wurde von der ursprünglich gotischen Gestaltung in die heutige barocke Form abgeändert.
1743/44 wurden auf der Südseite der Kirche die heutige Sakristei (sie war vorher unten im Turm untergebracht) und das Vorhäuschen aus dem angefallenen Abbruchgut vom Totenkirchl angebaut.

## Bilder

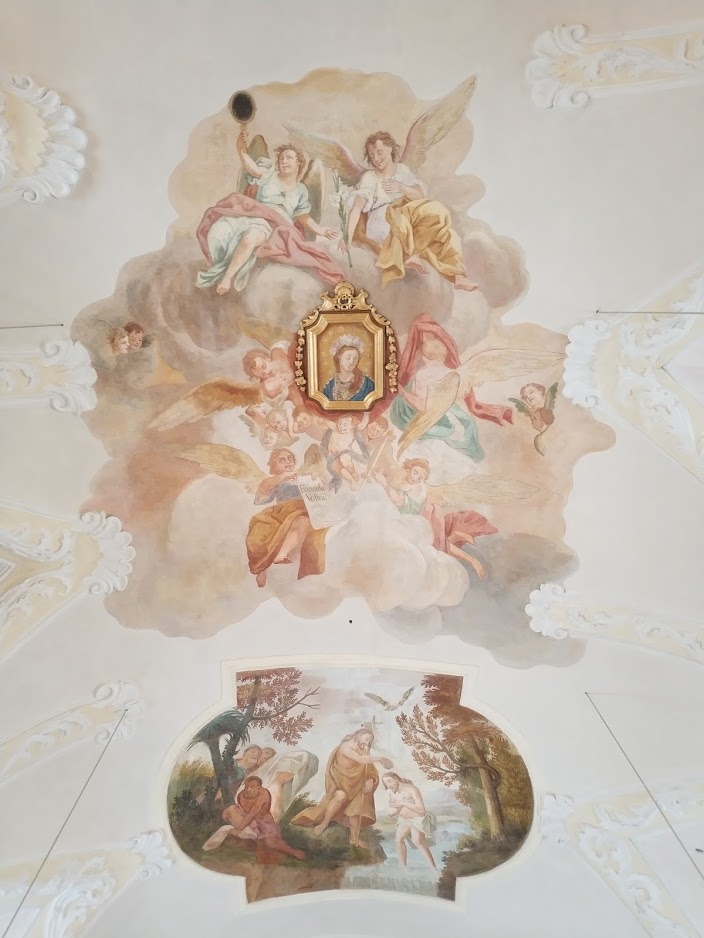
Deckengemälde
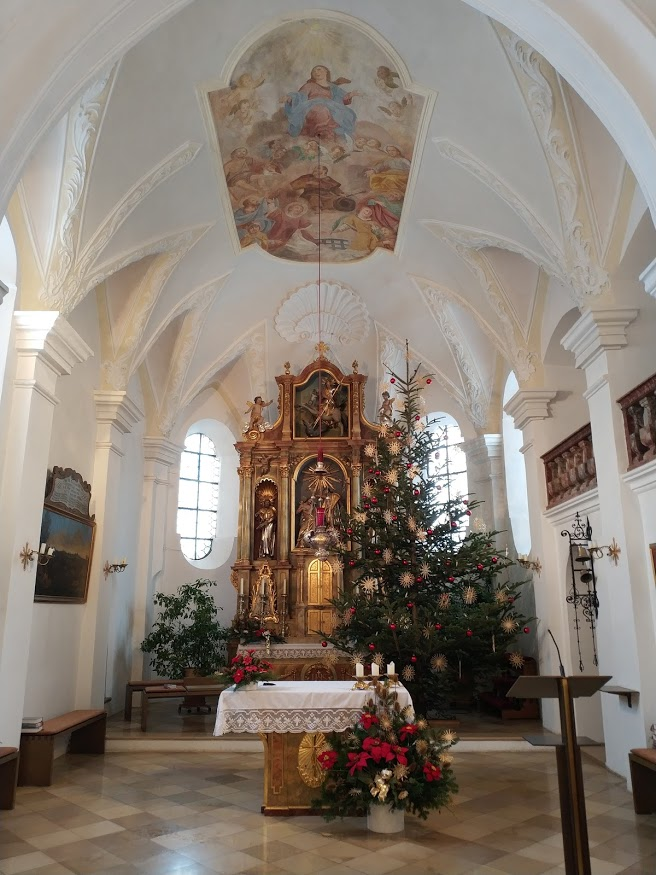
Altarraum
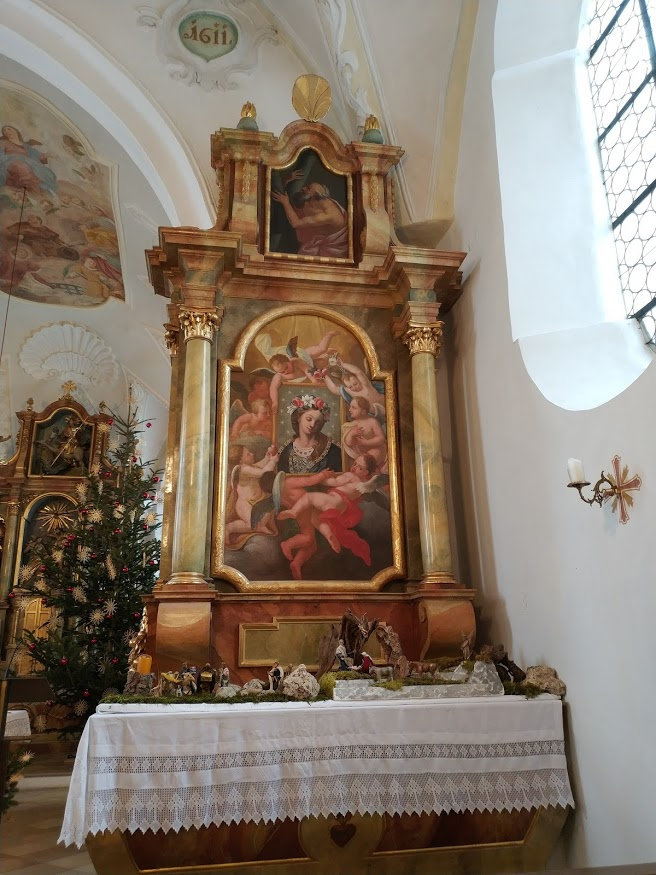
Rechter Hochaltar mit Maria – Mutter der Schönen Liebe
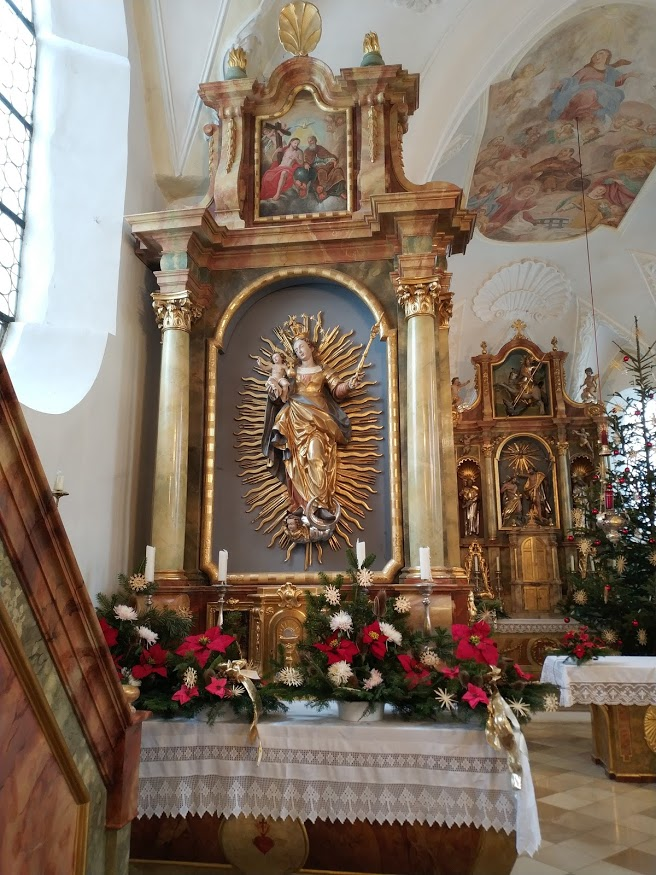
Linker Hochaltar mit Maria Immaculata
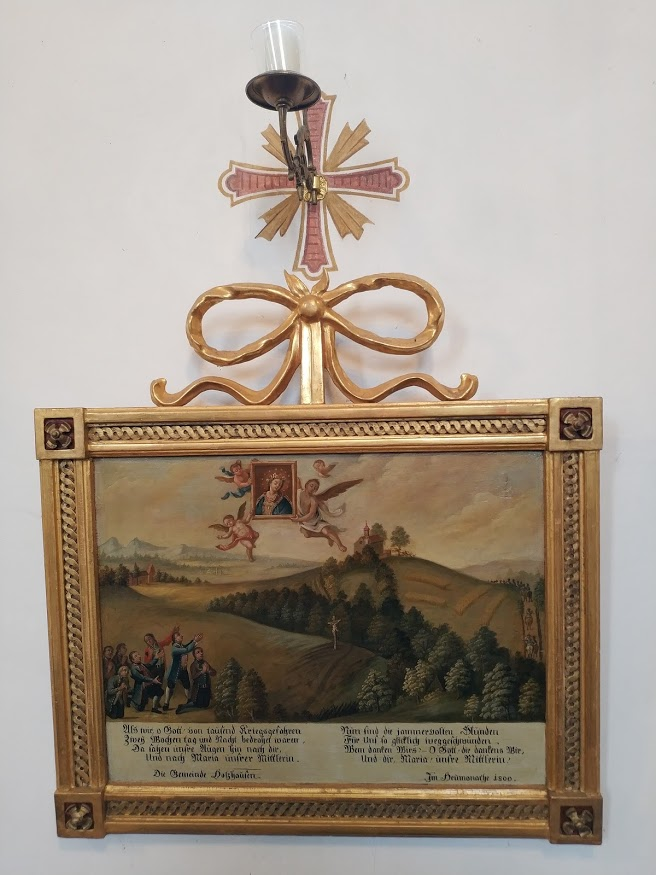
Bild mit Darstellung der Geschichte des Kirchenbaues
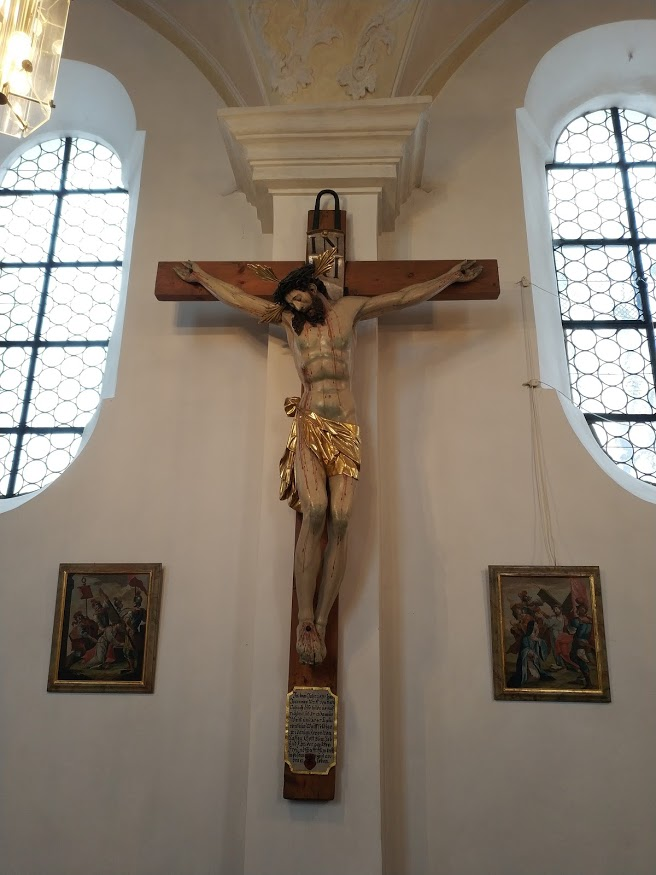
Christus der Erlöser
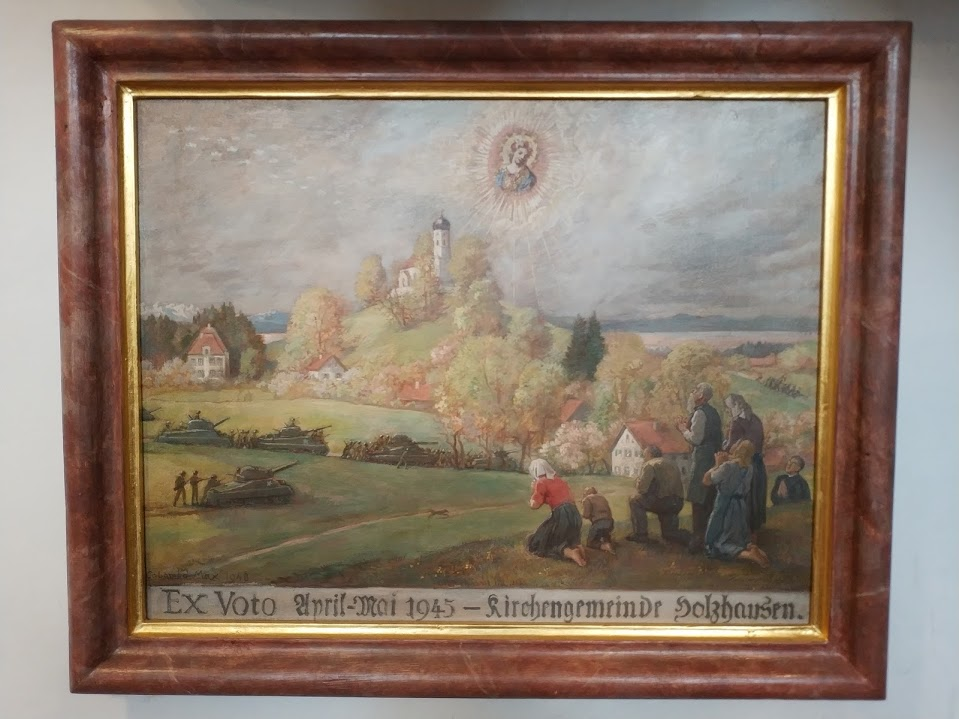
Maria schützt Holzhausen im Zweiten Weltkrieg